# Pyrausta stenialis
Pyrausta stenialis là một loài bướm đêm trong họ Crambidae.